# 阿鲁秃
阿鲁秃（?—?），又作阿鲁忽都、阿剌忽都，元朝驸马。汪古部人，阿剌兀思剔吉忽里的玄孙，孛要合之曾孙，爱不花之孙，术忽难之子。
延祐元年（1314年）三月丙午，元仁宗封驸马阿鲁秃为赵王。延祐四年（1317年），元仁宗赐赵王阿鲁秃金五十两、银五百两、钞千锭。至正三年（1343年）十月十七日，元顺帝于圜丘亲祀昊天上帝，以太祖皇帝铁木真配享，如旧礼。太师、右丞相马札儿台、右丞相脱脱为亚献官，太尉、枢密知院阿鲁秃为终献官，知院泼皮、翰林承旨老章为助奠官，御史大夫伯撒里为摄司徒，枢密知院汪家奴为大礼使，中书平章也先帖木儿、铁木儿达识二人为侍中，御史大夫也先帖木儿、中书右丞太平二人为门下侍郎，宣徽使达世帖睦尔、太常同治李好文二人为礼仪使，宣徽院使也先帖木儿执劈正斧。

## 妻
吉刺实思公主，封赵国公主